# Raymond Offner
Raymond René Offner (Sarcelles (Val-d'Oise), 17 de novembro de 1927 - Paris, 30 de outubro de 1989) foi um basquetebolista francês que integrou a Seleção Francesa na conquista da Medalha de Prata disputada nos XIV Jogos Olímpicos de Verão em 1948 realizados em Londres no Reino Unido.